# Iglesia de San Agustín (Melilla)
La iglesia parroquial de San Agustín es un templo católico situado en la calle Ceuta del Ensanche Modernista de la ciudad española de Melilla.

## Historia
El primer templo dedicado a San Agustín era una capilla situada en la calle General Villalba bendecida el 15 de marzo de 1913, si bien la primera capilla del barrio del Real fue la creada por el vicario eclesiástico Miguel Acosta emplazada en la calle Castilla y bendecida el 26 de julio de 1912.
Esta capilla de San Agustín fue trasladada a la calle Ceuta con el vicario José Cassola antes de 1920, y fue entregada a los Padres Paúles por el prelado de la diócesis, quedando adscrita a la iglesia parroquial del Sagrado Corazón de Jesús.
Fue erigida en iglesia parroquial el 25 de diciembre de 1939 y el 1 de enero de 1940 tomaron posesión canónica los Padres Paules de manos del obispo de Málaga Balbuino Santos Olivera y fue nombrado cura párroco a Rafael Marcos.

## Descripción
Está construida en ladrillo macizo para los muros, vigas de hierro para la cubierta a dos aguas y bovedillas de ladrillo macizo para las estancias secundarias.

### Exterior
Su fachada principal es de composición triangular, cuenta con una puerta adintelada, enmarcado por un arco de medio punto flanqueado por ventanas con los mismos arcos, situándose sobre estas unos adornos en forma de dovelas multicolores, amarillo y blanco, y sobre la puerta un rosetón que da paso a una espadaña con tres campanas que corona el edificio.

### Interior

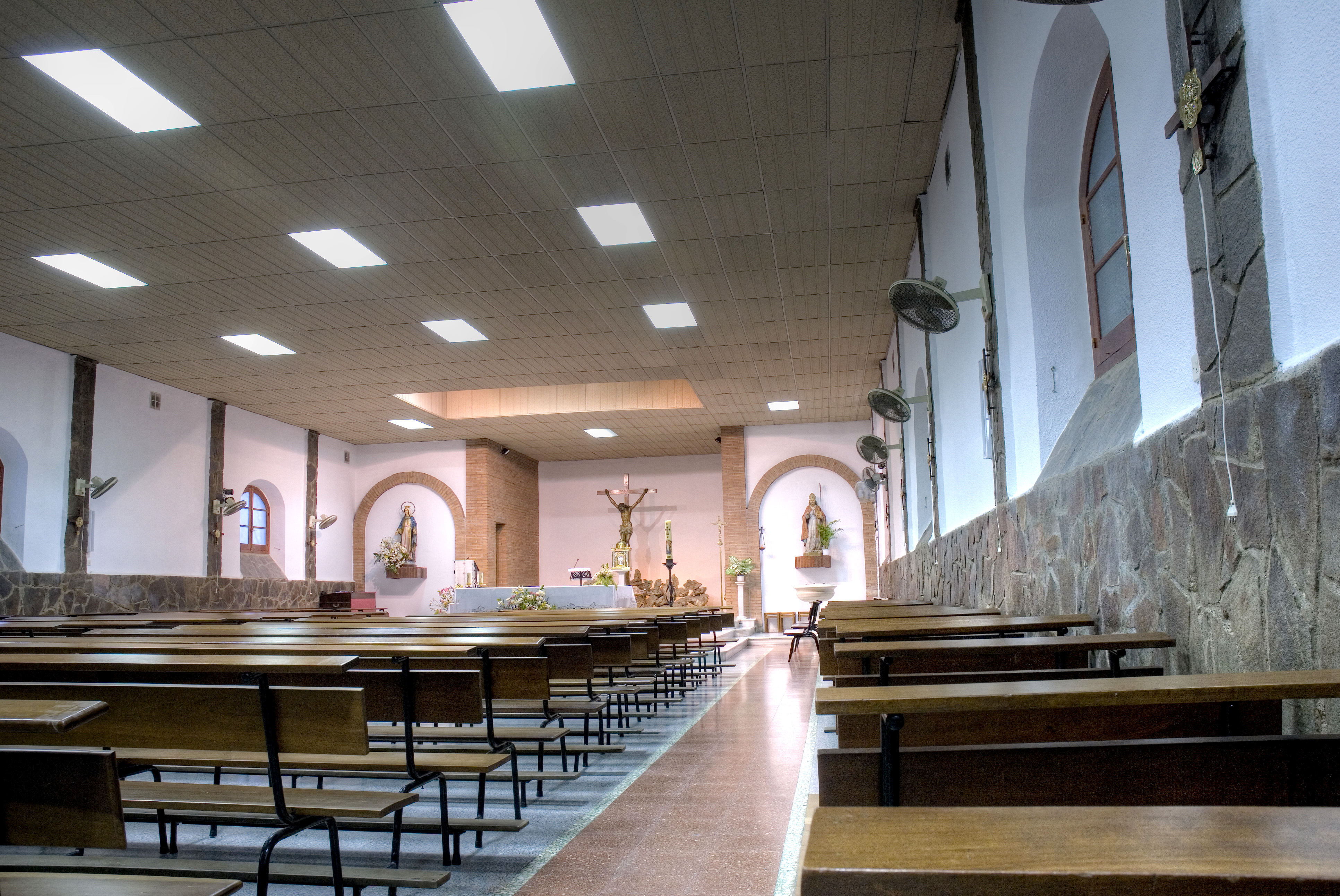
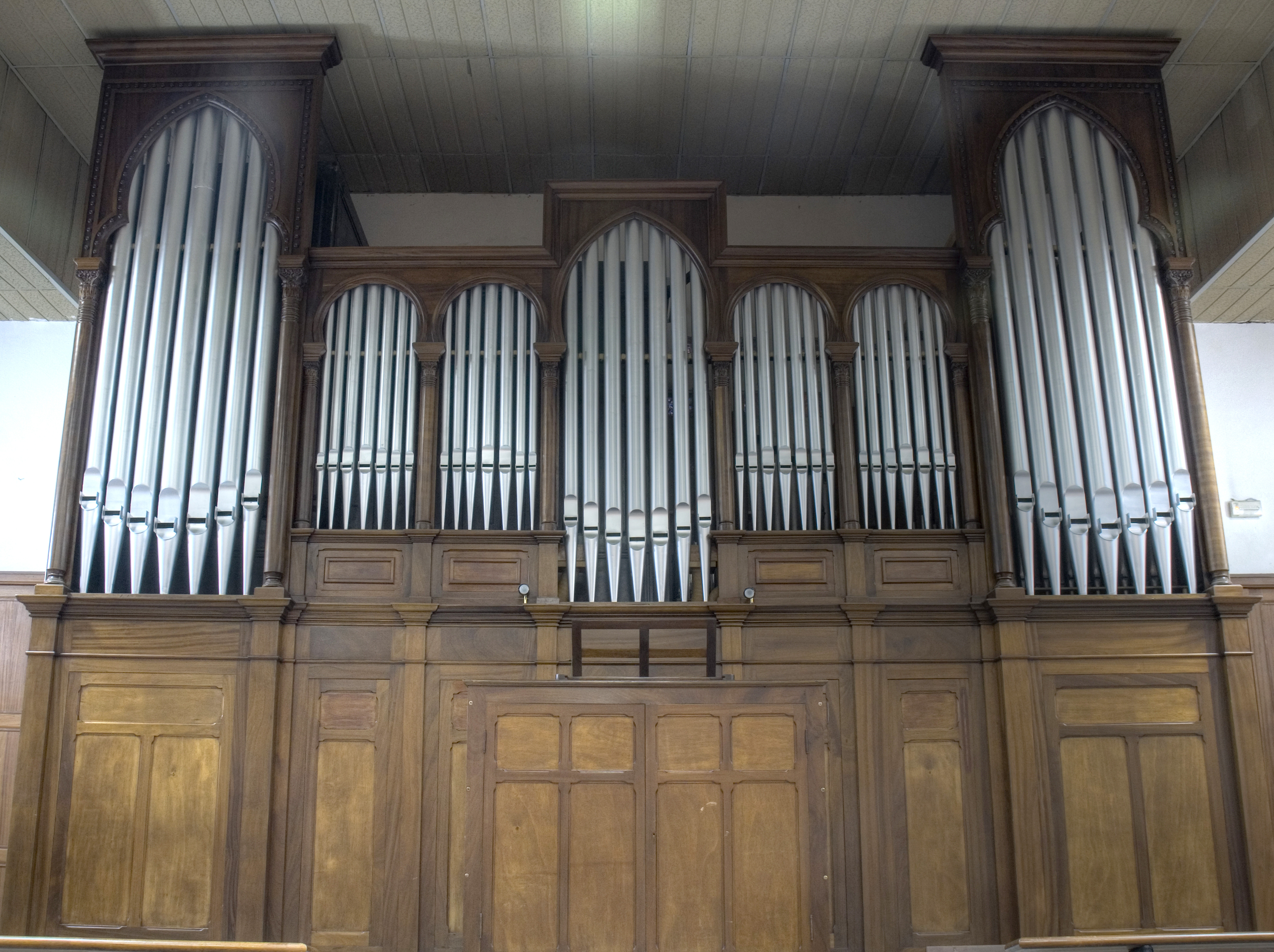

Consta de una única gran nave cubierta de un techo raso, que empieza en un nártex, tras el que se sitúa un órgano y acaba en una cabecera plano, los muros están abiertos por ventanas de arcos de medio punto.